# La Junta (Cochamó)
La Junta es una localidad ubicada al interior del Valle Cochamó próximo al Estuario de Reloncaví, forma parte integrante de la comuna de Cochamó, en la Región de Los Lagos, Chile.
La Junta se encuentra a 21 kilómetros de Cochamó. Ver mapa de La Junta - Cochamó.
Su nombre se debe al Río La Junta que se encuentra en sus inmediaciones y que es un tributario del Río Cochamó.
Entre los atractivos se encuentran el Cerro Trinidad y la pared Arco iris, a solo 10 kilómetros río arriba se encuentra la formación natural de El Arco junto a unas cascadas.

## Historia
El Valle del Río Cochamó marca un hito de la historia relacionada con los bandidos Butch Cassidy, Sundance Kid y Teddy Roosevelt, quienes pasaron por este valle en su huida desde Cholila en la Provincia de Chubut hacia Cochamó en Chile, perseguidos por la ley después de haber vendido sus propiedades a la compañía chilena Cochamó en mayo de 1905.